# Tau Geminorum

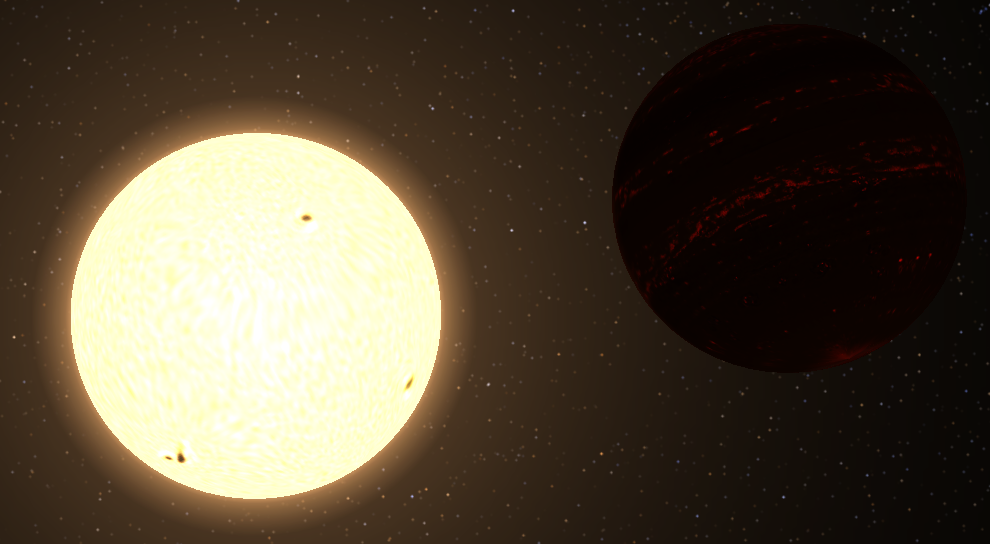
Estrella gigante Tau Geminorum y su compañera enana marrón.

Tau Geminorum (τ Gem / 46 Geminorum) es una estrella en la constelación de Géminis de magnitud aparente +4,40 que se encuentra a 302 años luz del sistema solar.
Aunque no tiene nombre propio, junto a θ Geminorum, ι Geminorum, ν Geminorum y φ Geminorum, era conocida como Woo Chow Shih o Woo Choo How, «los Siete Príncipes Feudales de China».
Forma un sistema binario con una enana marrón, descubierta en 2004.
Tau Geminorum es una gigante naranja de tipo espectral K2III con una temperatura efectiva de 4441 ± 19 K.
Su diámetro angular estimado, 2,68 ± 0,23 milisegundos de arco, permite evaluar su diámetro, siendo este 27 veces más grande que el del Sol, lo que equivale a 0,13 UA.
Gira lentamente sobre sí misma, con una velocidad de rotación proyectada de 3,0 km/s.
Tau Geminorum brilla con una luminosidad 224 veces mayor que la luminosidad solar y, aunque es difícil determinar su masa con exactitud, esta puede ser de aproximadamente 2 masas solares.
Presenta una metalicidad —abundancia relativa de elementos más pesados que el helio— muy semejante a la solar ([Fe/H] = +0,02),

## Compañera subestelar
En 2004 se descubrió la existencia de una enana marrón, denominada Tau Geminorum b, en órbita alrededor de Tau Geminorum.
Tiene una masa mínima 18,1 veces mayor que la masa de Júpiter y su período orbital es de 305 días.